# Hasa

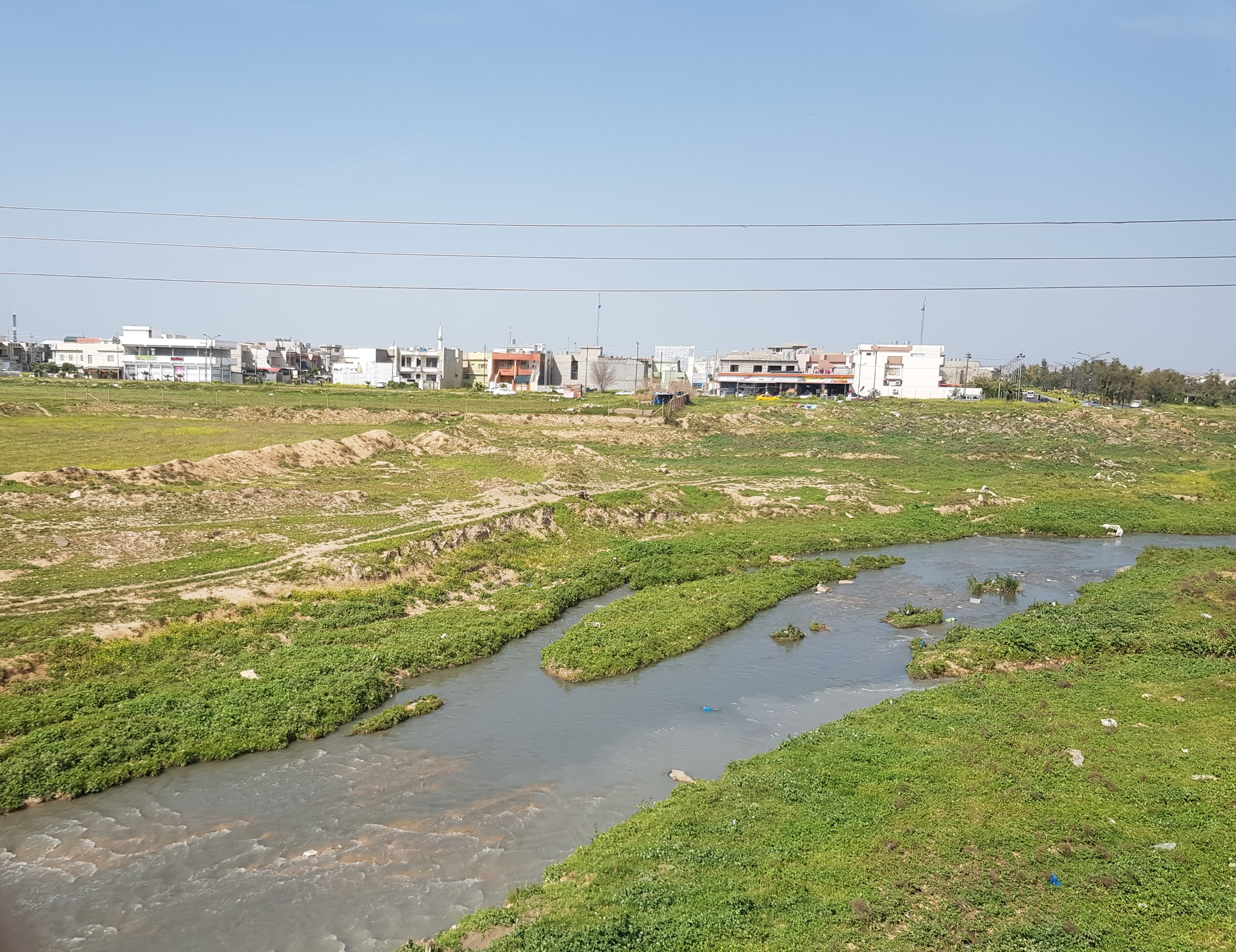
Een drooggevallen Ḫaṣa

De Ḫaṣa (Nederlandse transcriptie: Chassa, Arabisch: نهر الخاصة, Engels: Al-Khassa) is een rivier in Irak. Het is een zijrivier van de Tigris.
De rivier loopt door de centrum van de stad Kirkuk en wordt gevoed door de winterregens in het Zagrosgebergte ten noordoosten van de stad. 's Zomers kan de rivier soms helemaal droogvallen en op andere momenten kunnen er ernstige overstromingen plaatsvinden zoals in de jaren 1950. Pogingen met weren en stuwen de problemen op te lossen zijn niet erg bevredigend geweest en hebben binnen de stad tot de vorming van een soort moeras geleid.